# Getter Robo
Ne doit pas être confondu avec Getter Robot.
Getter Robo (ゲッターロボ) est une série de dessins animés japonaise créée par Go Nagai et Ken Ishikawa et produite avec la Toei Animation à partir de 1974. Les éléments de l'histoire originale du manga Getter Robot sont repris de façon à être accessibles aux plus jeunes.
Contrairement aux séries datant de 1972 comme Mazinger Z, Cutey Honey ou encore Devilman de Go Nagai et Dynamic Productions, la série Getter Robo a une qualité d'animation et de mouvement aussi importante que Goldorak un an plus tard. Cela probablement grâce à l'arrivée de nouvelles techniques d'animation en 1974.[réf. souhaitée]

## Personnages
– Ryoma Nagare (流 竜馬 Nagare Ryōma)
Doublé par : Akira Kamiya, Hideo Ishikawa
C'est le protagoniste et pilote principal de la franchise Getter Robo. C'est un jeune homme au sang chaud à l’école secondaire. Il pilote les Getter-One, Getter dragon, et Shin Getter-1 dans le manga et l’anime. Il est doublé par Akira Kamiya dans la série TV Getter Robo d’origine, ainsi que sa suite Getter Robo G, tandis que dans Getter Robo Armageddon, Shin Getter Robo vs Neo Getter Robo, et New-Getter Robo, il est doublé par Hideo Ishikawa. Ryoma est souvent présent dans les jeux Super Robot Wars, la plupart du temps dans son incarnation de la série animée. Il apparaît également dans le jeu Another Century Épisode 3 pour la PS2 dans sa version Getter Robo Armageddon.
Dans le manga, Ryoma (appelé « Ryou » dans la série animée et le manga) est un pratiquant d’arts martiaux agressif et impulsif qui détruit un tournoi d’arts martiaux, lorsqu’il défie et assomme la plupart des étudiants avec son style de combat le plus brutal. Ses capacités et ses performances attirent l’attention du professeur Saotome, qui est à la recherche de candidats pilotes appropriés pour les machines Getter. Pour tester davantage les capacités de Ryoma, Saotome engage trois assassins hautement qualifiés pour traquer et essayer de tuer Ryoma. Ryoma parvient à les vaincre tout en essayant de résister aux effets d’un tranquillisant très puissant que lui a administré un des assistants de Saotome, avant d’être finalement rendu inconscient par la combinaison de la fatigue, du tranquillisant et de Saotome tapant avec humour Ryoma sur sa tête avec l’une de ses sandales de bois (appelée Geta). Ryoma se réveille au Laboratoire de recherche Saotome, où il apprend que le combat de la veille était un test pour déterminer si oui ou non il avait les compétences exceptionnelles requises pour gérer le Getter Robo. On lui offre d’être l’un de ses pilotes. Il est fait pilote du Getter Aigle / Getter One.
– Hayato Jin (神 隼人 Jin Hayato)
Doublage par : Keaton Yamada
Le mis à l’écart et apparemment anti-sociale Hayato Jin, affiche beaucoup d’habiletés à différents sports, mais aime généralement être laissé seul. Malgré cela, il obtient finalement toutes les filles, y compris les espions android de l’Empire Kyoryu. Hayato pilote la machine Jaguar dans la bataille avec Ryoma Nagare et Musashi Tomoe. Lorsqu’il est combiné avec les autres, il pilote Getter Two. La machine reflète la force et la vitesse physique de Hayato. Il est doublé par Keaton Yamada, qui a fini par devenir la voix de Juzo Naniwa de Combattler V. Dans Getter Robo Armageddon, Shin Getter Robo vs Neo Getter Robo, et le New-Getter Robo, il est doublé par Naoya Uchida. Getter Robo G a été appelé Starvengers aux États-Unis et Hayato Jin a été remplacé en Paladin Spencer.
– Musashi Tomoe (巴 武蔵 Tomoe Musashi)
Doublé par: Toku Nishio
Un expert en judo, et pilote de la troisième machine Getter. Dans le manga, il prend le rôle de pilote pour le troisième jet et le robot, en dépit du fait qu’il n’a pas réussi tous les tests physiques et mentaux. Il est connu pour mourir dans presque toutes les séries dont il fait partie.
– Benkei Kurama (車 弁慶 Kurama Benkei)
Doublé par : Jouji Yanami
Un joueur de base-ball, le pilote de la troisième machine Getter dans la deuxième série. Dans Getter Robo Armageddon, il est le père adoptif de l’amnésique Genki Saotome.
– Professeur Saotome (早乙女 博士 Saotome-hakase)
Doublé par : Kousei Tomita
Inventeur du Getter Robo. Dans le manga original, il a d’abord mis à l’essai le troisième jet lui-même, seulement pour voir Musashi assumer de force le rôle à sa place.
– Michiru Saotome (早乙女 ミチル Saotome Michiru)
Doublé par : Rihoko Yoshida
Elle est la belle et volontaire fille du professeur Saotome, elle pilote un jet qui lui est propre et qui ne se combine pas aux autres, mais réalimente en carburant et d’énergie le Getter Robo. Les quatre pilotes Getter Robo / G ont montré une attraction pour elle à un certain point, bien que ses sentiments ne semblent pas être réciproques. Malgré cela, elle reste sur une base amicale avec chacun d’eux. Elle est tuée avant les événements de Getter Robo Armageddon, et sa mort est un point clé de l’intrigue de la série. Dans le New Getter Robo OVA, elle paraît être plus âgée et a un tempérament beaucoup plus incisif que ses précédentes incarnations.
– Genki Saotome (早乙女 元気 Saotome Genki)
Doublé par : Hiroko Kikuchi
C’est le fils du professeur Saotome, l’enfant pot-de-colle présent dans presque toutes les séries et films japonais d’action des années 1970.
Dans Getter Robo Armageddon OVA, Genki est une fille, et le professeur Saotome l’a délibérément élevé comme un garçon afin de tromper le public sur sa véritable identité pour sa propre protection. Elle est laissée dans un état presque autiste après avoir vu la vraie cause de la disparition de Michiru, puis sur la scène de « l’assassinat » de son père quelque temps plus tard. Après avoir assisté à « Armageddon », que son père a mis en mouvement, le traumatisme psychique excessif provoquechez elle une amnésie. Pour la protéger de la vengeance des autres survivants, Benkei utilise sa connaissance de son vrai sexe et son esprit nouvellement amnésique afin de les convaincre qu’elle est sa propre fille, en lui donnant le nom Kei Kurama. Treize ans plus tard, Kei grandit comme une femme un peu garçon manqué et colérique, et elle devient l’un des membres de la nouvelle équipe Getter, et pilote du Shin Jaguar / Shin Getter Two.

## Épisode et ennemis
| n°   | Titre original             | Titre traduit                                             | Megasaure                              |
| ---- | -------------------------- | --------------------------------------------------------- | -------------------------------------- |
| 1    | 無敵! ゲッターロボ発進     | Invincible ! Getter Robo décollage !                      | Saki                                   |
| 2    | 決戦! 三大メカザウルス     | Affrontement Final ! Les 3 Mechasaurus geants             | - ZAI - Bud - Zoo                      |
| 3    | 恐竜帝国レインボー作戦     | Opération Arc-en-ciel de l'Empire des dinosaures          | Baji                                   |
| 4    | 燃ゆる血潮の南十字星       | L'ardente Croix du Sud de feu et de sang                  | Goru                                   |
| 5    | 闇をつらぬけゲッターチーム | Ténèbre et Lumière - Getter team.                         | Giga                                   |
| 6    | 恐竜! 東京ジャック作戦     | Dinosaures ! opérations Jack à Tokyo.                     | - Ribo - Dinosaure marin               |
| 7    | 悪を許すな突撃ラッパ       | Mal ou Pardon sans clairon                                | Bera                                   |
| 8    | 危機一髪ゲッター2          | Moment critique - Getter 2.                               | Gilo                                   |
| 9    | 栄光のキャプテンラドラ     | Gloire au Capitaine Radora.                               | SHIGUZAURUS                            |
| 10   | ゲッター3は行く            | Chute mortelle ! Getter 3.                                | Basu                                   |
| 11   | 激突! ドリル対ドリル       | Choc ! Foret contre Foret.                                | Giri                                   |
| 12   | 吠える! 不死身のウル       | Ouaf ! Uru, l'invulnérable.                               | Uru                                    |
| 13   | 一本勝負! 大雪山おろし     | Un livre de combat ! Forte chute de neige sur la montagne | Mesa                                   |
| 14   | 紅の空に命を賭けろ!!       | Rouge vif dans le ciel ! - Kakero                         | Gii                                    |
| 15   | 悠子に捧げるバラード       | Promenade dédiée à l'enfant                               | Shiba                                  |
| 16   | 恐竜帝国の謎を追え         | L'Empire des dinosaures - Le mystère                      | Geru                                   |
| 17   | 狙われた設計図             | Les plans se dessinent (?)                                | Jiga                                   |
| 18   | 恐竜帝国のすごい奴         | Le glaciale empire.                                       | Zen                                    |
| 19   | リョウ最後の出撃!          | La finale de Ryo - Le coup de théâtre.                    | Dodo                                   |
| 20   | 大空襲! 突然の恐怖         | Raid aérien! Peur brutale.                                | Yogu                                   |
| 21   | アメリカから来たロボッ     | Le robot américain                                        | Gora                                   |
| 22   | 悲劇のゲッターQ            | Tragique Getter Queen                                     | *Ginn - Getter Q                       |
| 23   | 浅間山の大発明狂           | Un inventeur sur la Montagne Asama                        | gira                                   |
| 24   | 大要塞に向かって撃て       | Grand feu en direction de la forteresse                   | Gigi                                   |
| 25   | 合体! 風速100メートル      | Assemblage ! Vitesse du vent : 100 mètres par seconde     | Bamu                                   |
| 26   | 帝王ゴール大噴火作戦       | Le Plan Démoniaque de Gore                                | - Mega - Bari                          |
| 27   | 大魔人ユラーの怒り         | La Rage du Demon Yura                                     | Babo                                   |
| 28   | 襲撃! 地竜族三人衆         | Attaque Surprise ! Par les souterrains                    | Godo                                   |
| 29   | 洪水地獄の死闘             | Lutte à mort contre les inondations de l'enfer            | Baru                                   |
| 30   | 不死鳥の甦る時             | Résurrection du Phoenix                                   | Dagu                                   |
| 31   | 危機! ハヤトよ立ち上がれ   | Danger ! Début Hayato !                                   | Yaba                                   |
| 32   | 恐怖! 赤い霧の罠           | Terreur ! Le piège du brouillard rouge                    | Buru                                   |
| 33   | 果てしなき大空に誓う!      | Promesse au limbe du firmament !                          | Garu                                   |
| 34   | 女竜戦士ユンケの涙         | Les Larmes de Yunke                                       | Ubi et Aroo                            |
| 35   | ムサシ! 男はつらい         | Musashi! Homme viril                                      | Zari                                   |
| ''36 | 要塞撃滅! トロイ作戦       | forteresse anéantissement! Troy opération                 | Dada et Mogi                           |
| 37   | 悪の指令! 博士を狙え       | de la directive mal! Dr objectif                          | Magu                                   |
| 38   | 魔の海からの脱出!!         | échapper à la dangereuse mer!                             | Nada                                   |
| 39   | 悲しみは流れ星の彼方に     | Au-delà de la douleur d'une étoile filante                | Doge                                   |
| 40   | 日本列島凍結作戦!          | archipel japonais gel opération!                          | Be do                                  |
| 41   | 姿なき恐竜空爆隊           | Naki Corps de frappe aérienne dans dino                   | Guda                                   |
| 42   | 北極に進路をとれ!          | le chemin pour assurer le Pôle Nord!                      | Zori                                   |
| 43   | 奪われたゲッターロボ       | Vol Getter Robo                                           | Gamo                                   |
| 44   | ムサシ! 怒りの海底         | Musashi! Colère sous-marin                                | Gada                                   |
| 45   | 脱出! 宇宙の墓場           | échapper! Grave espace                                    | Moa                                    |
| 46   | 恐るべき氷竜族の侵略       | dragon de glace formidable groupe d'agression             | Guma                                   |
| 47   | 帝王ゴール地上に現わる!    | roi de l'actuel objectif méfait sur la terre!             | Bagu et Zon                            |
| 48   | マグマの恐竜帝国へ突入!    | magma dinosaure empire plonger!                           | zoru et Yamo                           |
| 49   | 大爆発! くたばれ恐竜帝国   | énorme explosion! "Going nouveau dinosaure empire         | Nui                                    |
| 50   | 帝王ゴール決死の猛反撃     | Mort du roi à une furieuse contre-objectif                | Gai et Goda                            |
| 51   | 恐竜帝国のほろびる日       | dinosaures, l'Empire HOROBIRU                             | Zaro, moba et l'invincible armada Dai. |